# Carringtondoctrine
De carringtondoctrine is een begrip uit de politiek dat betrekking heeft op de verantwoordelijkheid van bewindspersonen voor beleidsdaden die formeel onder hun verantwoordelijkheid vallen zonder dat zij persoonlijk erbij betrokken waren. 

## Principe
Het principe dat in de Nederlandse politiek bekend staat als de "carringtondoctrine" houdt in dat een bewindspersoon (een minister of staatssecretaris) moet aftreden als de diensten die onder zijn verantwoordelijkheid opereren ernstig tekortgeschoten zijn, ook als deze bewindspersoon daar persoonlijk niet van op de hoogte was en er ook niets aan had kunnen doen.
Dit principe kan op twee manieren tot uitdrukking komen:
1. Een bewindspersoon neemt zelf ontslag als blijkt dat zijn of haar ministerie gefaald heeft.
2. Het parlement neemt een motie van wantrouwen tegen de bewindspersoon aan, en stuurt deze daarmee weg.

Dit kan zelfs gelden als het tekortschieten heeft plaatsgevonden voordat de betrokkene aantrad als verantwoordelijk bewindspersoon.
Als het tegenovergestelde van de carringtondoctrine wordt gezien de 'sorrydemocratie' of 'sorrycultuur', die inhoudt dat een minister na een ernstige fout alleen excuses hoeft aan te bieden aan het parlement, en dan niet hoeft af te treden.

## Term
De term "carringtondoctrine" is ontstaan in april 1988, toen VVD-Kamerlid Frits Bolkestein tijdens de parlementaire enquête naar bouwsubsidies de opstelling van de vroegere Britse minister Peter Carington (bekend als Lord Carrington) in de Falklandoorlog ten voorbeeld stelde. 
De benaming "carringtondoctrine" suggereert dat het om een internationaal bekende politieke leer zou gaan, zoals de trumandoctrine of de monroedoctrine. De benaming carringtondoctrine wordt echter alleen in Nederland gehanteerd. Lord Carrington was minister van Buitenlandse Zaken van het Verenigd Koninkrijk op het moment dat Argentinië de Falklandeilanden binnenviel. Drie dagen na die invasie, op 5 april 1982, trad Carrington af, omdat zijn diensten deze inval volstrekt niet zouden hebben voorzien. Over het algemeen werd aangenomen dat dat hij daar persoonlijk niets aan had kunnen doen. Zijn reactie was "It seemed the honourable thing to do." In de Britse politiek werd "to do the honourable thing" een ander woord voor 'aftreden'.
Bij nader inzien bleek achteraf dat het aftreden van Carrington toch een reactie was op zijn eigen falen en niet - zoals de naar hem vernoemde doctrine veronderstelt - op dat van zijn ambtenaren. Carrington en zijn collega's uit de regering-Thatcher bleken namelijk wel degelijk geïnformeerd te zijn door inlichtingendiensten over de ophanden zijnde aanval door Argentinië, maar hadden de adviezen bewust in de wind geslagen.